# Kanton Ennezat
Der Kanton Ennezat war bis 2015 ein französischer Kanton im Arrondissement Riom, im Département Puy-de-Dôme und in der Region Auvergne-Rhône-Alpes; sein Hauptort war Ennezat. Vertreter im Generalrat des Départements war zuletzt von 1988 bis 2015 Claude Boilon.
Der Kanton Ennezat war 110,75 km² groß und hatte (1999) 8411 Einwohner, was einer Bevölkerungsdichte von 76 Einwohnern pro km² entsprach. Er lag im Mittel 319 Meter über dem Meeresspiegel, zwischen 290 Meter in Saint-Laure und 366 Meter in Chavaroux.

## Gemeinden
Der Kanton bestand aus elf Gemeinden:
| Gemeinde           | Einwohner Jahr | Fläche km² | Bevölkerungsdichte | Code INSEE | Postleitzahl |
| ------------------ | -------------- | ---------- | ------------------ | ---------- | ------------ |
| Chappes            | 1.595 (2013)   | –          | –                  | 63089      | 63720        |
| Chavaroux          | 478 (2013)     | –          | –                  | 63107      | 63720        |
| Clerlande          | 517 (2013)     | –          | –                  | 63112      | 63720        |
| Ennezat            | 2.440 (2013)   | –          | –                  | 63148      | 63720        |
| Entraigues         | 623 (2013)     | –          | –                  | 63149      | 63720        |
| Martres-sur-Morge  | 613 (2013)     | –          | –                  | 63215      | 63720        |
| Saint-Beauzire     | 2.103 (2013)   | –          | –                  | 63322      | 63360        |
| Saint-Ignat        | 829 (2013)     | –          | –                  | 63362      | 63720        |
| Saint-Laure        | 633 (2013)     | –          | –                  | 63372      | 63350        |
| Surat              | 558 (2013)     | –          | –                  | 63424      | 63720        |
| Varennes-sur-Morge | 413 (2013)     | –          | –                  | 63443      | 63720        |

## Bevölkerungsentwicklung
| 1962 | 1968 | 1975 | 1982 | 1990 | 1999 | 2009   |
| ---- | ---- | ---- | ---- | ---- | ---- | ------ |
| 4702 | 5009 | 6004 | 7027 | 7981 | 8411 | 10.139 |